# 出雲大東駅
出雲大東駅（いずもだいとうえき）は、島根県雲南市大東町飯田にある、西日本旅客鉄道（JR西日本）木次線の駅である。

## 歴史

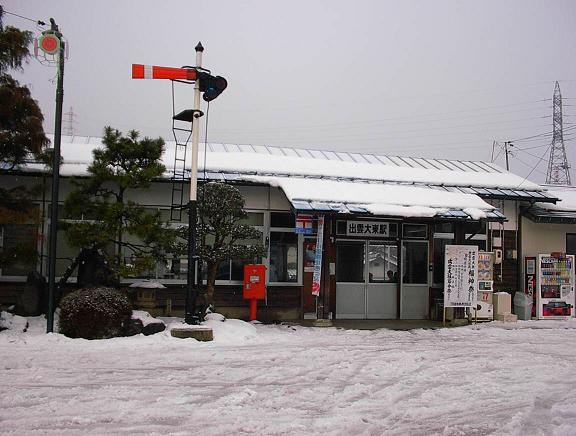
旧駅舎（2003年2月）

- 1916年（大正5年）10月11日：簸上鉄道開通時に、大東町駅（だいとうちょうえき）として開設[2]。
- 1934年（昭和9年）8月1日：簸上鉄道が国有化、鉄道省木次線に編入[3]。同時に出雲大東駅（いずもだいとうえき）に改称[1]。
- 1973年（昭和48年）10月1日：貨物取扱廃止[1]。
- 1985年（昭和60年）3月14日：荷物扱い廃止[1]。
- 1986年（昭和61年）11月1日：無人駅化[4]。
- 1987年（昭和62年）4月1日：国鉄分割民営化に伴い、JR西日本の駅となる[1]。同時に有人駅化[5]
- 1990年（平成2年）
  - 3月10日：再度無人駅化[5][6]。実態は簡易委託開始までの間、日勤で社員が駐在し出改札を行っていた。
  - 6月1日：簡易委託駅化。
- 2007年（平成19年）9月28日：新駅舎使用開始。「雲南市出雲大東駅管理組合」が駅を管理[7]。
- 2016年（平成28年）
  - 3月31日：「雲南市出雲大東駅管理組合」による駅管理終了[8]。
  - 4月1日：駅指定管理者が「つむぎ」に変更[9][10]。

## 駅構造
備後落合方面に向かって左側に単式ホーム1面1線を有する地上駅（停留所）。以前は島式ホーム1面2線を有していたが、片側の1線が撤去された。なお、撤去された線路跡は新駅舎使用開始に伴い埋められている。
木次鉄道部管理の簡易委託駅。「つむぎ」が指定管理者として駅を管理している。
JR出雲大東駅周辺整備事業の一環で木造駅舎が解体され、2007年9月に新駅舎が使用開始した。新駅舎には、雲南市の特産品販売所やパソコン教室が併設されている。待合室も広くなり、市民の憩いの場となっている。
また、市民ふれあい交流事業として「ふれあい祭り」を開催している。祭りは年数回不定期で開催され、市場とミニコンサートで賑わっている。市場には主に地域のお店・「うんなん屋」登録店が並び、地域活性化を図っている。

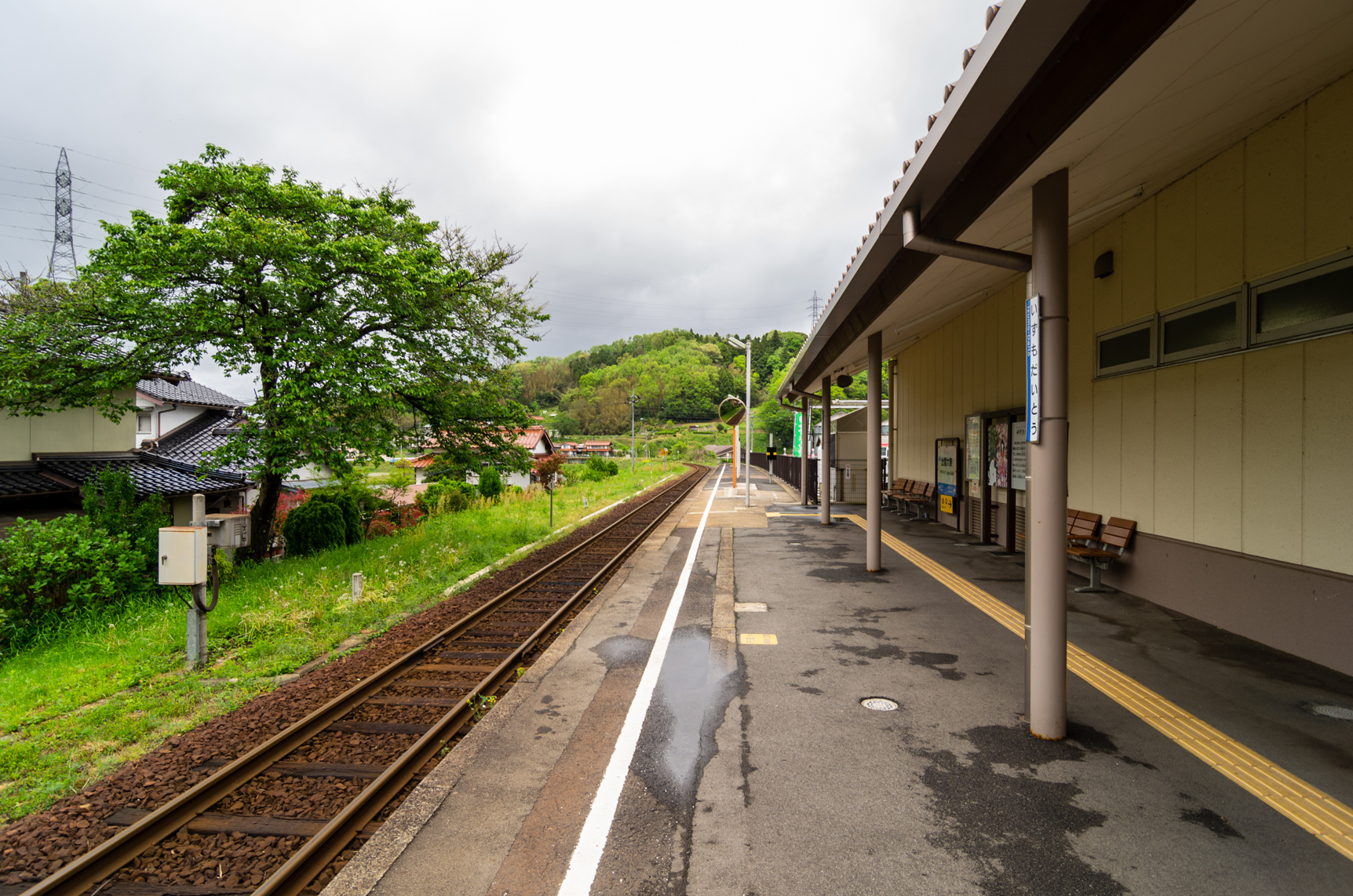
構内（2012年5月）
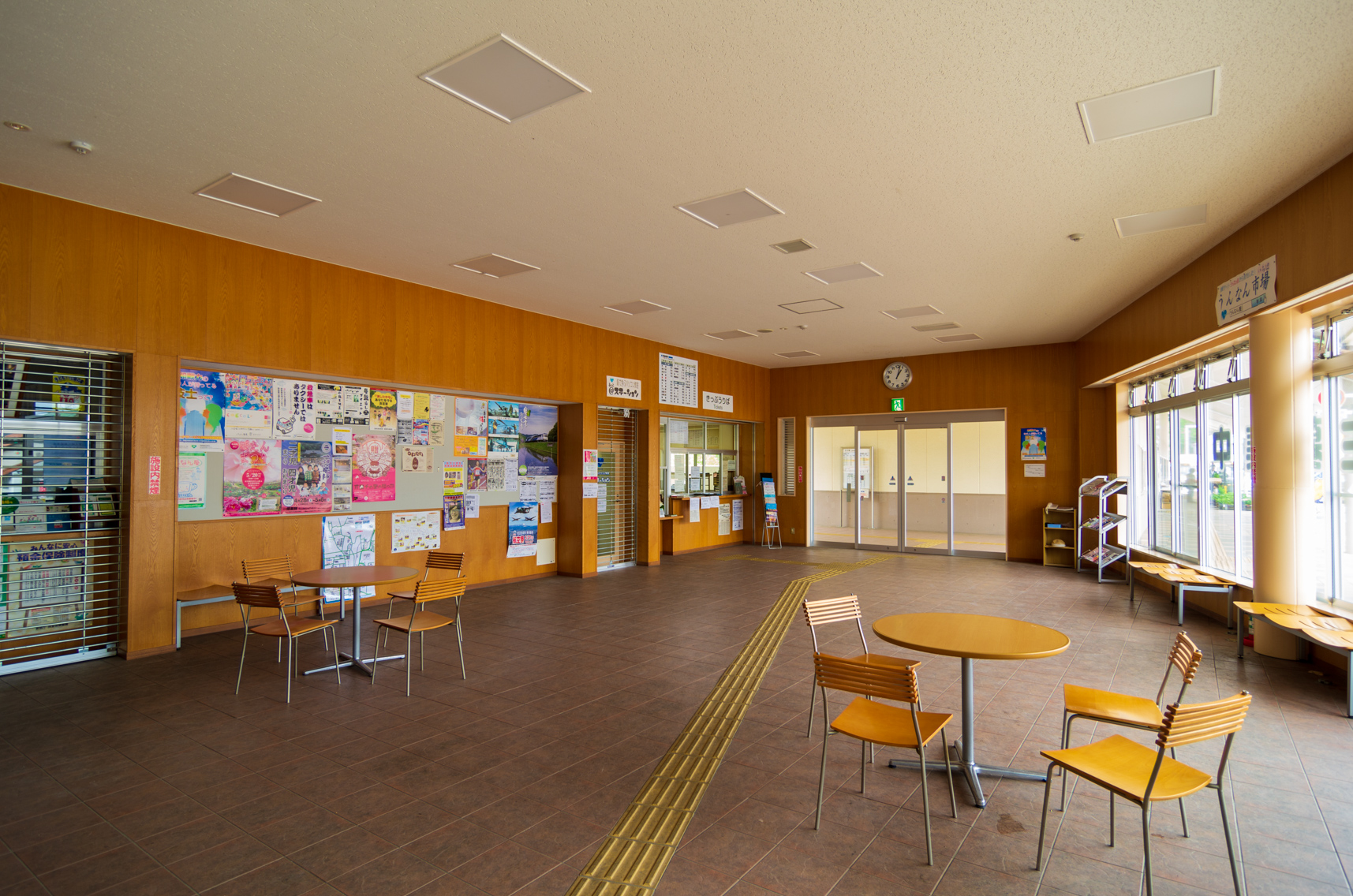
駅舎内（2012年5月）

## 利用状況
近年の1日平均乗車人員の推移は以下の通り。
| 乗車人員推移 | 乗車人員推移 |
| 年度         | 1日平均人数  |
| ------------ | ------------ |
| 1994         | 334          |
| 1995         | 396          |
| 1996         | -            |
| 1997         | -            |
| 1998         | -            |
| 1999         | 285          |
| 2000         | 296          |
| 2001         | 297          |
| 2002         | 252          |
| 2003         | 221          |
| 2004         | 221          |
| 2005         | 199          |
| 2006         | 202          |
| 2007         | 187          |
| 2008         | 198          |
| 2009         | 187          |
| 2010         | 185          |
| 2011         | 187          |
| 2012         | 174          |
| 2013         | 178          |
| 2014         | 164          |
| 2015         | 163          |
| 2016         | 162          |
| 2017         | 152          |
| 2018         | 154          |
| 2019         | 148          |
| 2020         | 118          |
| 2021         | 117          |
| 2022         | 13           |

## 駅周辺
- 雲南市立病院
- 島根県立大東高等学校
- 出雲大東郵便局
- 大東税務署
- 大東駅前簡易郵便局

### バス路線
- 雲南市民バス：木次バスセンター・乃木駅

## 隣の駅
西日本旅客鉄道（JR西日本）
 木次線
幡屋駅 - 出雲大東駅 - 南大東駅

### 統計資料
1. ↑  “島根県統計書”. しまね統計情報データベース.   島根県政策企画局. 2025年2月5日閲覧。